# Atletica leggera ai Giochi della XVI Olimpiade - 80 metri ostacoli

Video della Finale (film ufficiale dei Giochi)

La competizione dei 80 metri ostacoli di atletica leggera ai Giochi della XVI Olimpiade si è disputata nei giorni 27 e 28 novembre 1956 al Melbourne Cricket Ground.

## L'eccellenza mondiale
| Campionessa olimpica 1952 | 10"9        | Shirley Strickland | Presente |
| Campionessa europea 1954  | 11"0        | Marija Golubničaja | Presente |
| Primatista mondiale       | 10"6 (1956) | Kreszentia Gastl   | Presente |
| Vincitrice selezioni USA  | 11"9        | Barbara Mueller    | Presente |

## La gara
In batteria la tedesca Kreszentia Gastl, primatista mondiale, eguaglia record olimpico con 10"9. Subito dopo di lei Shirley Strickland (Australia), campionessa olimpica in carica, lo migliora in 10"8. In semifinale l'australiana eguaglia il record del mondo con 10"6 (10"89). Ma il tempo non viene omologato perché il vento è oltre il limite. La Gastl viene eliminata.

In finale nessuna riesce ad impensierirla. Vince e migliora il primato dei Giochi.
La Strickland si conferma campionessa olimpica all'età avanzata di 31 anni.

## Risultati

### Turni eliminatori
| 4 Batterie   | 27 novembre | 22 partenti   | Si qualificano le prime 3. |
| 2 Semifinali | 28 novembre | 6 + 6         | Si qualificano le prime 3. |
| Finale       | 28 novembre | 6 concorrenti |                            |

### Batterie
| Pos. | Atleta           | Nazione       | Tempo Ufficiale | Tempo Ufficioso |
| ---- | ---------------- | ------------- | --------------- | --------------- |
| 1    | Kreszentia Gastl | Germania      | 10"9            | 11"18           |
| 2    | Berta Díaz       | Cuba          | 11"4            | 11"51           |
| 3    | Carole Quinton   | Gran Bretagna | 11"4            | 11"63           |
| 4    | Barbara Mueller  | Stati Uniti   | 11"6            | 11"83           |
| 5    | Milena Greppi    | Italia        | 12"3            | 12"66           |

| Pos. | Atleta              | Nazione          | Tempo Ufficiale | Tempo Ufficioso |
| ---- | ------------------- | ---------------- | --------------- | --------------- |
| 1    | Shirley Strickland  | Australia        | 10"8            | 11"02           |
| 2    | Marija Golubničaja  | Unione Sovietica | 11"1            | 11"25           |
| 3    | Margaret Stuart     | Nuova Zelanda    | 11"3            | 11"46           |
| 4    | Constance Darnowski | Stati Uniti      | 11"9            | 12"02           |
| 5    | Pauline Threapleton | Gran Bretagna    | 11"9            | 12"06           |

| Pos. | Atleta              | Nazione          | Tempo Ufficiale | Tempo Ufficioso |
| ---- | ------------------- | ---------------- | --------------- | --------------- |
| 1    | Gisela Köhler       | Germania         | 11"0            | 11"11           |
| 2    | Elaine Winter       | Sudafrica        | 11"1            | 11"28           |
| 3    | Gloria Cooke-Wigney | Australia        | 11"4            | 11"45           |
| 4    | Angèle Picado       | Francia          | 11"5            | 11"50           |
| 5    | Nilija Besedina     | Unione Sovietica | 11"5            | 11"59           |
| 6    | Irene Robertson     | Stati Uniti      | 11"9            | 12"02           |
| 7    | Manolita Cinco      | Filippine        | 12"1            | 12"20           |

| Pos. | Atleta            | Nazione          | Tempo Ufficiale | Tempo Ufficioso |
| ---- | ----------------- | ---------------- | --------------- | --------------- |
| 1    | Norma Thrower     | Australia        | 10"8w           | 10"94w          |
| 2    | Galina Bystrova   | Unione Sovietica | 10"9w           | 11"09w          |
| 3    | Marthe Lambert    | Francia          | 10"9w           | 11"18w          |
| 4    | Maria Sander      | Germania         | 11"1w           | 11"22w          |
| 5    | Francisca Sanopal | Filippine        | 11"8w           | 12"15w          |

w = tempo ottenuto in favore di vento

### Semifinali
| Pos. | Atleta             | Nazione          | Tempo Ufficiale | Tempo Ufficioso |
| ---- | ------------------ | ---------------- | --------------- | --------------- |
| 1    | Shirley Strickland | Australia        | 10"8            | 10"89           |
| 2    | Gisela Köhler      | Germania         | 10"8            | 10"93           |
| 3    | Marija Golubničaja | Unione Sovietica | 11"0            | 11"12           |
| 4    | Marthe Lambert     | Francia          | 11"1            | 11"37           |
| 5    | Berta Díaz         | Cuba             | 11"2            | 11"42           |
| 6    | Carole Quinton     | Gran Bretagna    | 11"4            | 11"61           |

| Pos. | Atleta              | Nazione          | Tempo Ufficiale | Tempo Ufficioso |
| ---- | ------------------- | ---------------- | --------------- | --------------- |
| 1    | Galina Bystrova     | Unione Sovietica | 11"0            | 11"14           |
| 2    | Norma Thrower       | Australia        | 11"0            | 11"20           |
| 3    | Gloria Cooke-Wigney | Australia        | 11"1            | 11"25           |
| 4    | Kreszentia Gastl    | Germania         | 11"1            | 11"30           |
| 5    | Elaine Winter       | Sudafrica        | 11"3            | 11"47           |
| 6    | Margaret Stuart     | Nuova Zelanda    | 11"3            | 11"51           |

### Finale
| Pos.    | Corsia | Atleta              | Età | Nazione          | Tempo Ufficiale | Tempo Ufficioso |
| ------- | ------ | ------------------- | --- | ---------------- | --------------- | --------------- |
| Oro     | 6      | Shirley Strickland  | 31  | Australia        | 10"7            | 10"96           |
| Argento | 2      | Gisela Köhler       | 24  | Germania         | 11"9            | 11"12           |
| Bronzo  | 5      | Norma Thrower       | 20  | Australia        | 11"0            | 11"25           |
| 4       | 4      | Galina Bystrova     | 22  | Unione Sovietica | 11"0            | 11"25           |
| 5       | 3      | Marija Golubničaja  | 32  | Unione Sovietica | 11"3            | 11"50           |
| 6       | 1      | Gloria Cooke-Wigney | 22  | Australia        | 11"4            | 11"60           |